# Gallinula galeata
Gallinula galeata là một loài chim trong họ Rallidae.

## Hình ảnh

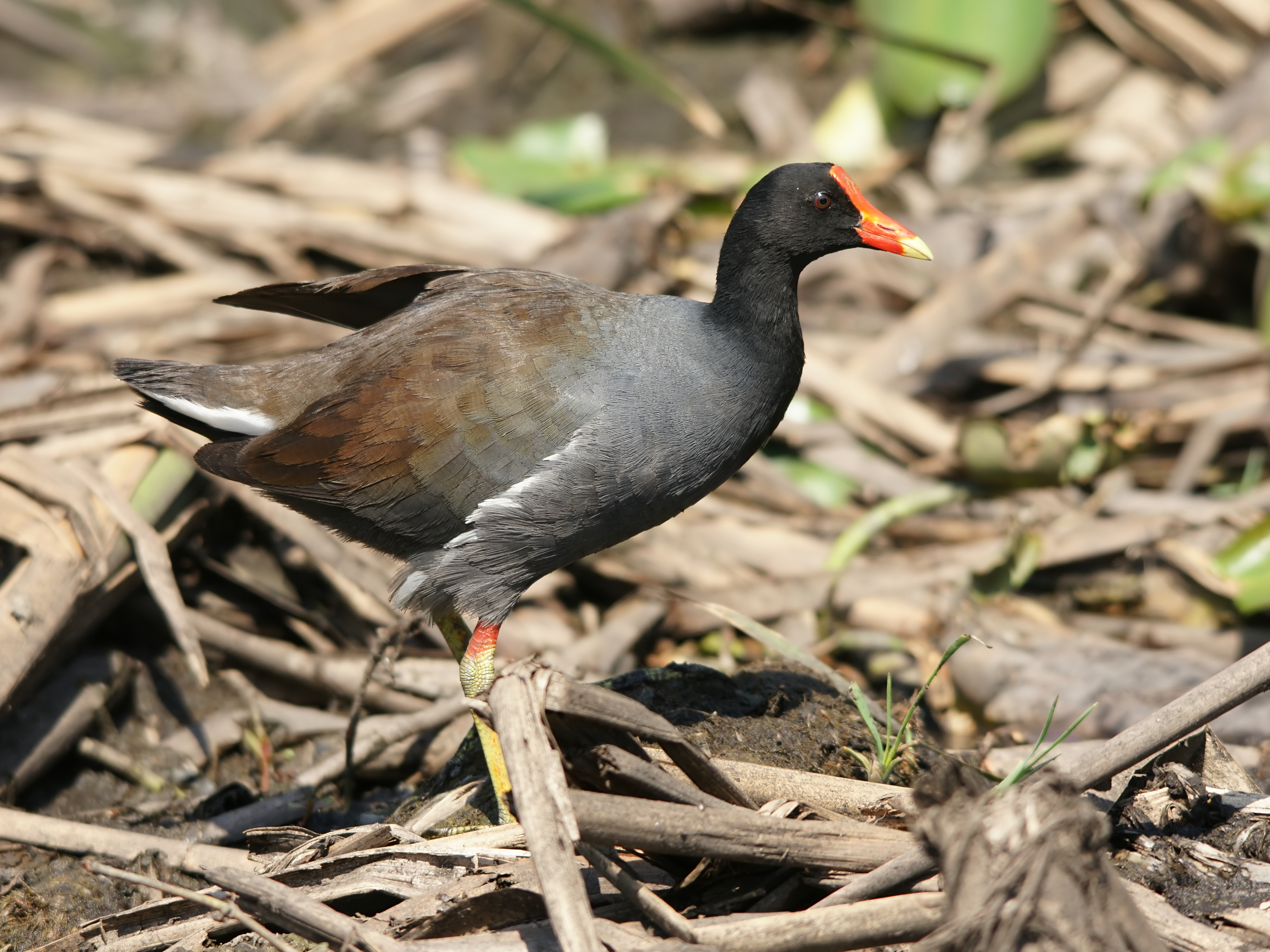
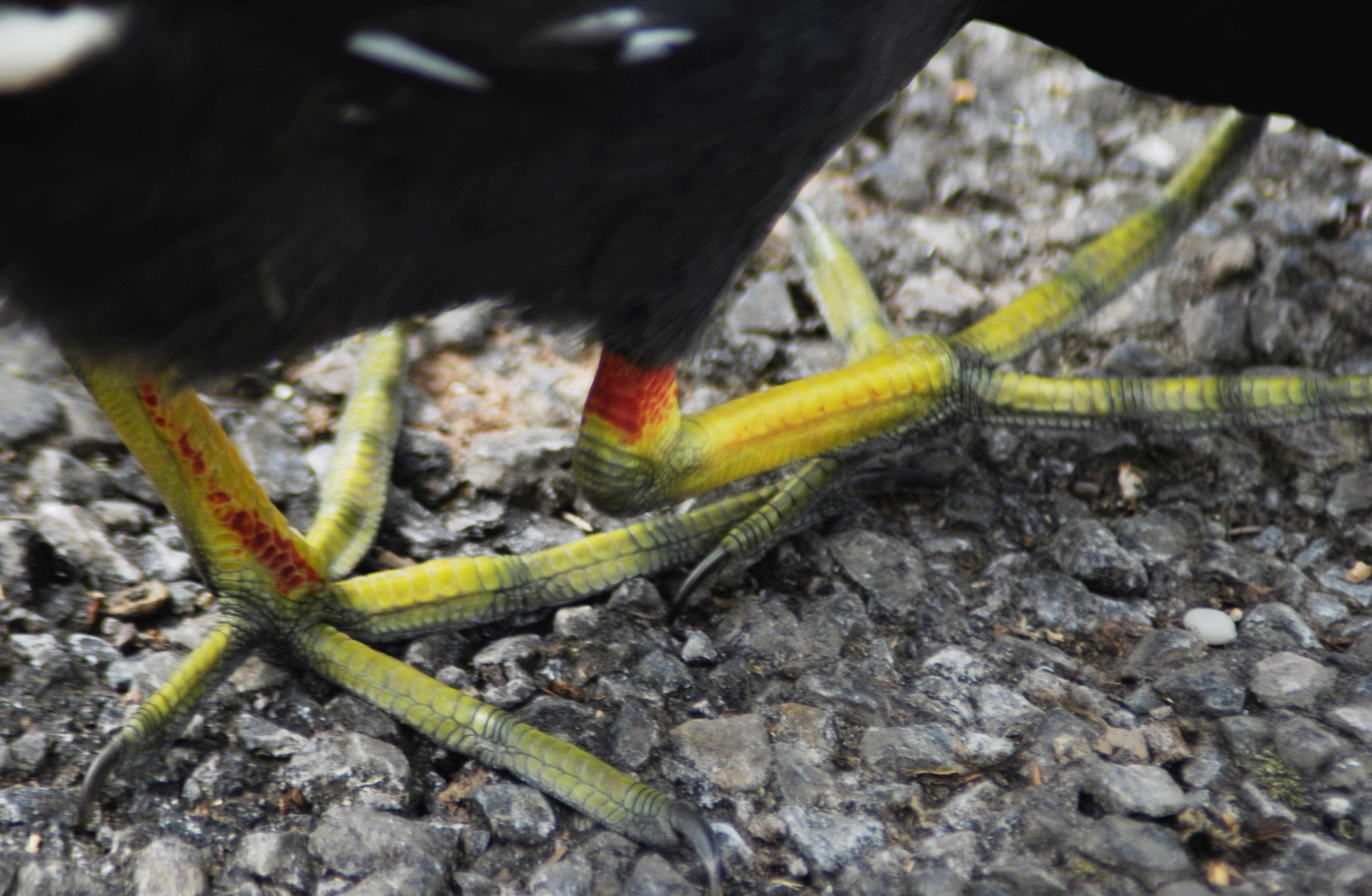
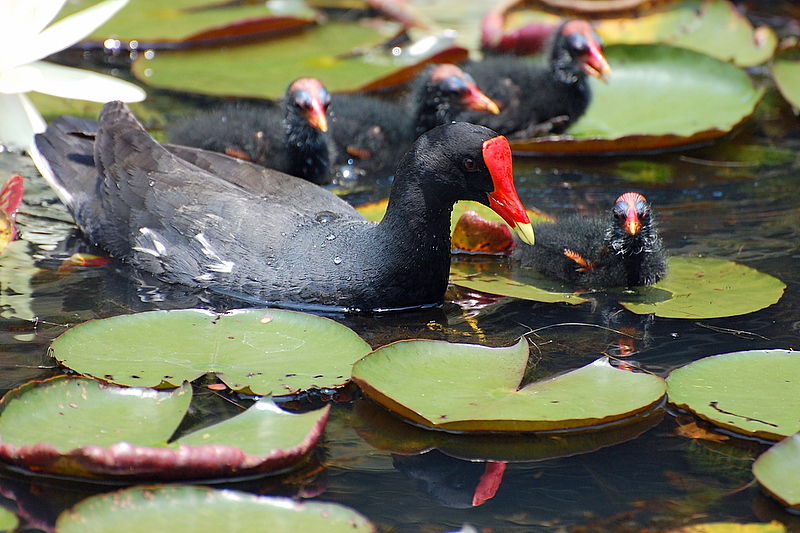
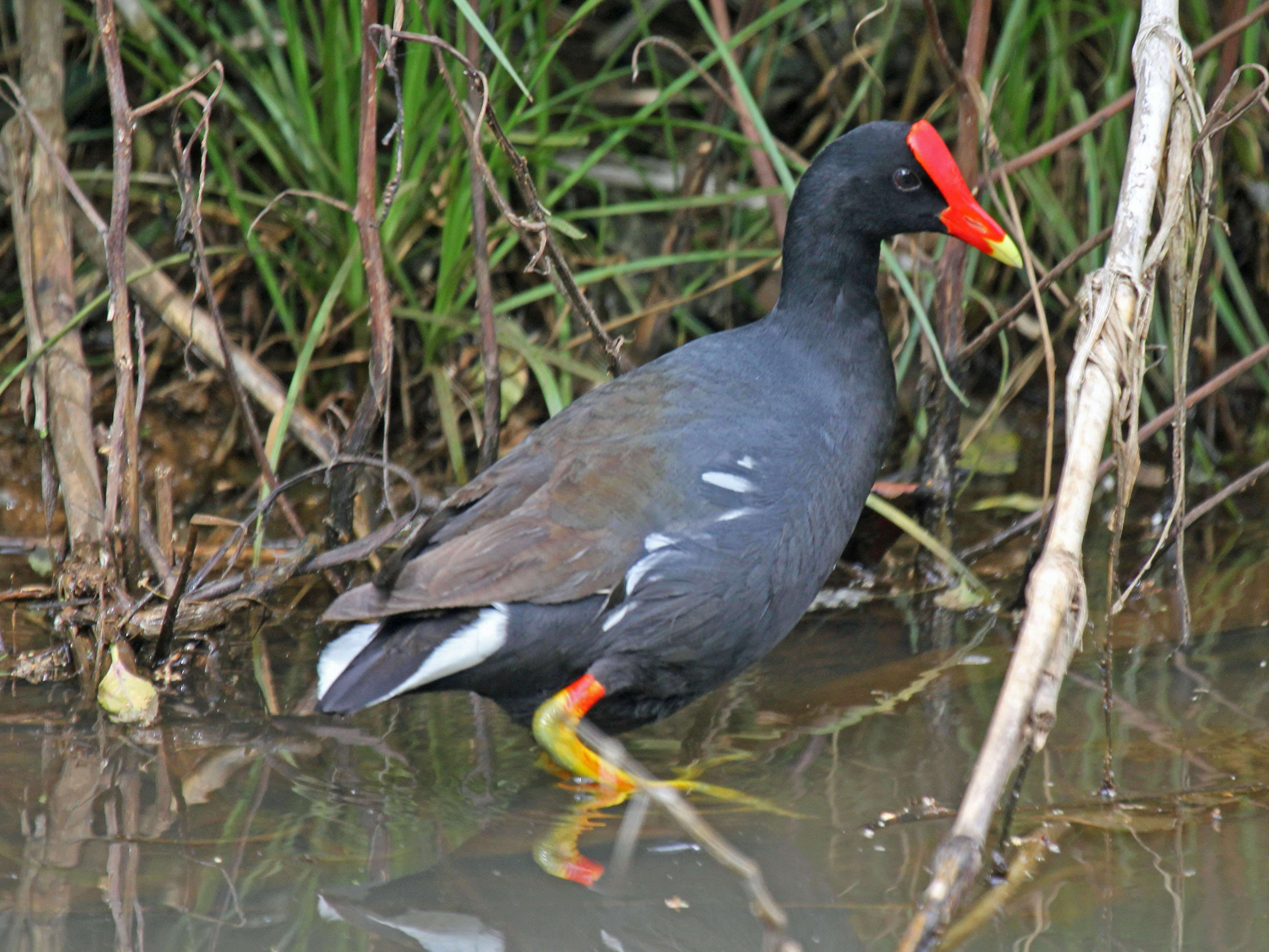
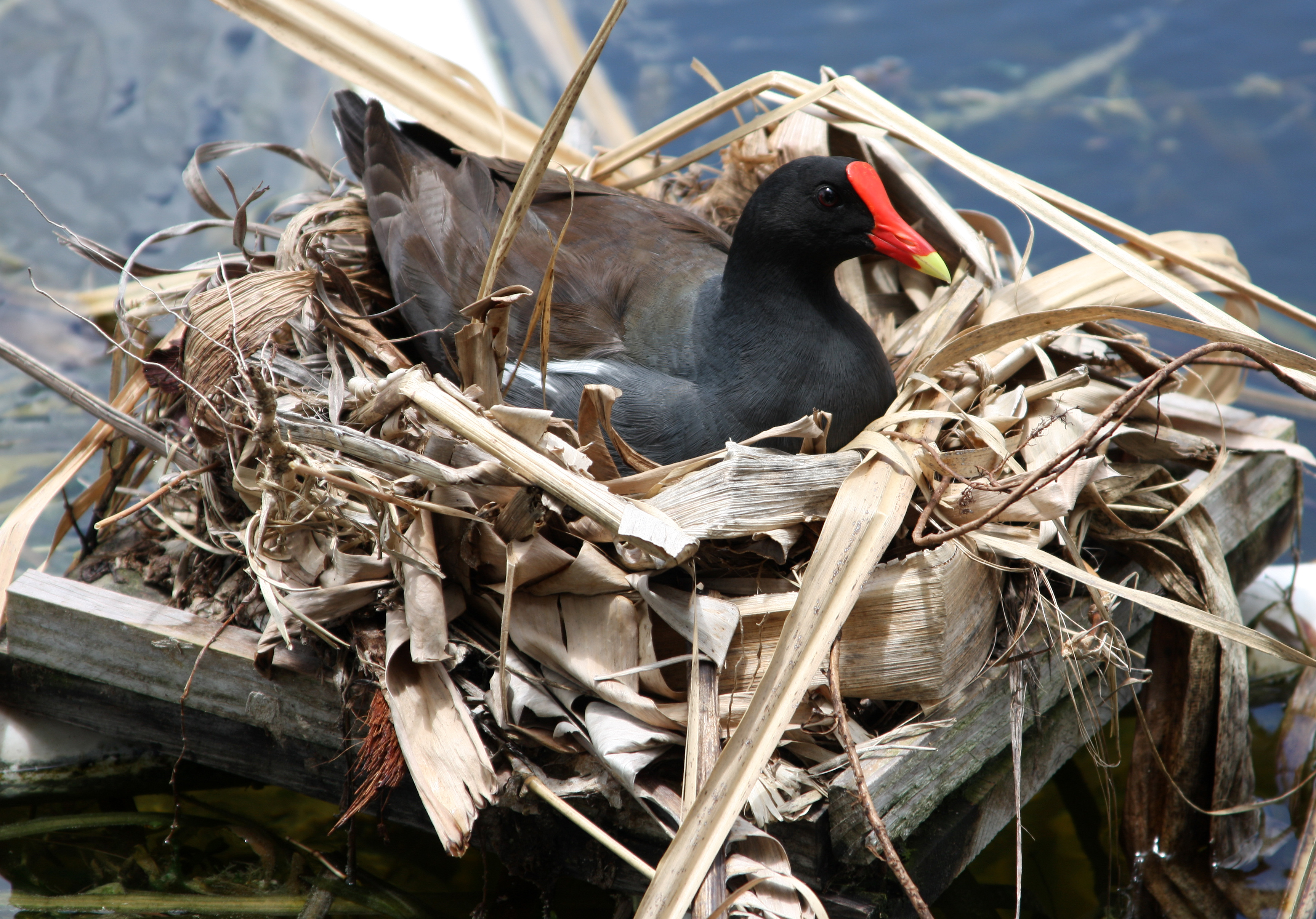
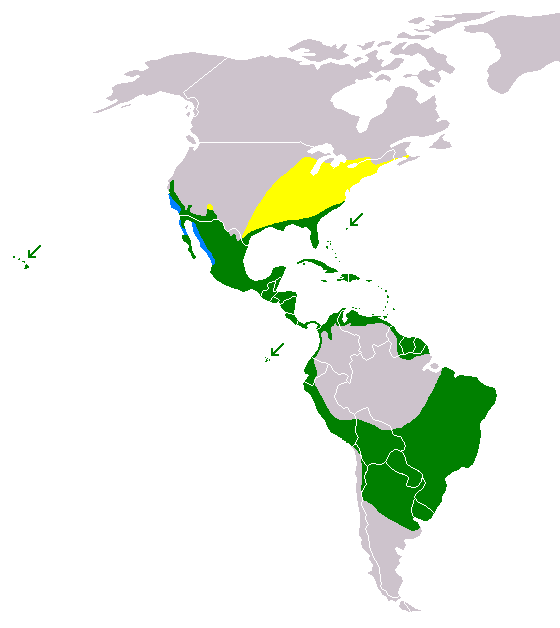